# Die Königstochter im Berge Muntserrat
Die Königstochter im Berge Muntserrat ist ein Märchen (AaTh 551). Es steht in Johann Wilhelm Wolfs Deutsche Hausmärchen an Stelle 6.

## Inhalt
Der kranke König träumt vom Schloss in einem Berg mit dem Brunnen der Schönheit, dem Brunnen des Lebens und dem Brunnen des Todes. Er gäbe sein halbes Reich, brächte man ihm das rettende Lebenswasser. So geht der älteste Sohn, wird reich ausgestattet, doch verschuldet sich jenseits des Meeres in einem Wirtshaus im Spiel und wird eingesperrt. Ebenso geht es dem zweiten Sohn. Den Jüngsten will der König nicht gehen lassen. Er geht doch, kommt auch zu dem Wirtshaus, aber spielt nicht. Beim Berg rät ihm ein graues Männchen, nicht zu lange im Schloss zu bleiben. Er wäscht sich im Brunnen der Schönheit, nimmt von jedem Brunnen eine Flasche voll mit. Er küsst eine schlafende Prinzessin, nimmt ihre Kette zum Andenken und kommt gerade noch aus dem Schloss, ehe es sich schließt. Trotz Warnung des Männchens kauft er seine Brüder vom Galgen frei. Sie beschriften neidisch sein Wasser des Todes als das des Lebens um, vertauschen das andere mit Meerwasser und verleumden ihn beim Vater. Der verstößt ihn, als der Hund an dem Wasser stirbt. Er wird Jäger bei einem Förster. Die Prinzessin bekommt einen Sohn, da sind alle im Schloss erlöst und wieder lebendig, nur den Erlöser sucht man vergebens. Drei Jahre fährt sie einsam durch Wälder, bis das Männchen ihr alles erzählt. Sie zieht mit einem Heer vor die Hauptstadt und fordert ihn zu sich. Die falschen Brüder reiten neben den ausgelegten teuren Teppichen, nur der Jüngste denkt nicht daran und fliegt ihr in die Arme. Beim König lässt sie sich zum Beweis die Kette zeigen, die ihr passt.

## Herkunft
Der Titel Die Königstochter im Berge Muntserrat ist bei Wolf nicht mit einem Sternchen (*) versehen, was laut seiner Vorrede anzeigt, dass er selbst den Text ausarbeitete. Der Berg heißt „Muntserrat“, vielleicht der spanische Montserrat (lat. mons serratus – „gezackter Berg“), „König Karlequintes“ (vielleicht Karl V.) soll dort verwünscht sein (etwa wie Barbarossa im Kyffhäuser). Ähnlich sind Grimms Das Wasser des Lebens und Der goldene Vogel, dort auch die Warnung, kein „Galgenfleisch“ zu kaufen, bei Wolf Der Vogel Phönix. Der König bietet „Geld und Gut“, packt dem Ältesten „Kisten und Kasten“, Alliterationen für Reichtum, vgl. Die Nixe im Teich. Die Förstersleute stehen „steif und stumm“, „wie Loths Weib“ (Gen 19,26 ), vgl. Die drei Königskinder.
Vgl. Der kranke König und seine drei Söhne, Nr. 5 in Ernst Heinrich Meiers Deutsche Volksmärchen aus Schwaben, 1852.